# Standard Steel Car Company
La Standard Steel Car Company (SSC) est une entreprise de construction de matériel roulant ferroviaire créée en 1902 à Butler, en Pennsylvanie, par John M. Hansen et Diamond Jim Brady (en).
Elle devient rapidement un des grands constructeurs de voitures ferroviaires en acier des États-Unis.
En 1929 la Pullman Car & Manufacturing Company prend le contrôle de cette dernière.
En 1934, est créée la Pullman Standard Car Manufacturing Company, par la fusion des deux sociétés Standard Steel Car Company, Pullman Car & Manufacturing Company et de leurs filiales.